# Циліц
Циліц (нім. Zielitz) — громада в Німеччині, розташована в землі Саксонія-Ангальт. Входить до складу району Берде. Складова частина об'єднання громад Ельбе-Гайде.
Площа — 11,40 км2. Населення становить 1839 ос. (станом на 31 грудня 2021).

## Галерея

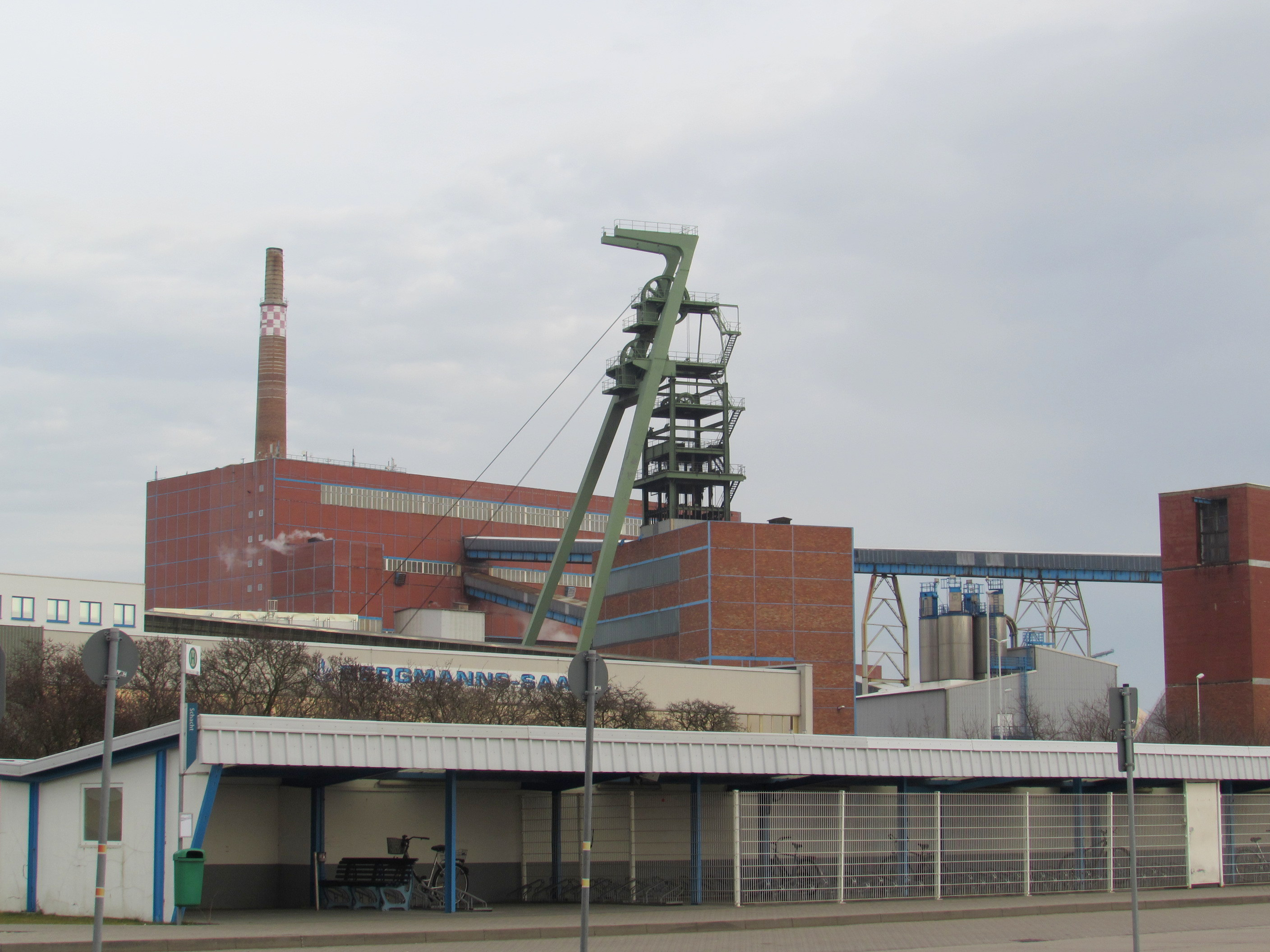